# راشمیر آر۹۰
راشمیر آر۹۰ (به انگلیسی: Ruschmeyer_R_90) یک هواگرد ملخ‌پیشین تک‌موتوره از نوع تفریحی سبک ساخت شرکت Ruschmeyer Luftfahrttechnik است. هواگرد راشمیر آر۹۰ نخستین پروازش را در ۸ اوت ۱۹۸۸ (MF-85) میلادی انجام داد. در مجموع، تعداد ۳۳ فروند از این هواگرد ساخته شده‌است.